# Playboys (Ridillo)
Playboys è il settimo album dei Ridillo, pubblicato nel 2011.
Per promuovere il nuovo album viene realizzato un videoclip "a episodi" che comprende i primi cinque brani dell'album, nell'ordine Sempre il solito, Non è normale, Un segreto, More amore e Indispensabile. Due le cover: il brano di punta Non è normale, cover di It's Not Unusual di Tom Jones e Ritornerei dei Nomadi, brano disponibile solo nella versione digitale dell'album scaricabile dall'iTunes Store. Per la prima volta su album è La vera disco, precedentemente uscita su singolo dieci anni prima.

## Tracce

### CD (Cosmica/Halidon H6649)
1. Sempre il solito (Anche Ken) - 4:06
2. Non è normale (It's not Unusual) - 3:26
3. Un segreto - 4:24
4. More amore - 3:51
5. Indispensabile - 4:21
6. Torno in Bianco e Nero - 4:37
7. Zanzare on air - 0:24
8. Bravo ragazzo - 3:19
9. Ho un'idea - 3:21
10. Anka Paul - 0:13
11. Monoliti inossidabili - 3:39
12. La vera disco - nuova versione - 4:27
13. The repeat - 0:28
14. Mister Tal dei Tali - nuova versione - 3:44
15. Nada mas - 3:25
16. Sfuocato - 3:32

### download digitale (iTunes)
1. Sempre il solito (Anche Ken) - 4:06
2. Non è normale (It's not Unusual) - 3:26
3. Un segreto - 4:24
4. More amore - 3:51
5. Indispensabile - 4:21
6. Torno in Bianco e Nero - 4:37
7. Zanzare on air - 0:24
8. Bravo ragazzo - 3:19
9. Ho un'idea - 3:21
10. Anka Paul - 0:13
11. Monoliti inossidabili - 3:39
12. La vera disco - nuova versione - 4:27
13. The repeat - 0:28
14. Mister Tal dei Tali - nuova versione - 3:44
15. Nada mas - 3:25
16. Sfuocato - 3:32
17. Ritornerei - 3:48

## Formazione
I Ridillo sono formati da:
- Daniele "Bengi" Benati: voce e chitarra;
- Claudio Zanoni: tromba, chitarra e voce;
- Alberto Benati: tastiere e voce;
- Paolo D'Errico: basso, fischio e voce;
- Renzo Finardi: batteria, percussioni e voce.